# Chełst
Der Chełst (deutsch Chaust oder Chaustbach) ist ein Fluss, der in der polnischen Woiwodschaft Pommern nordnordöstlich der Stadt Lębork (Lauenburg) entspringt und kurz vor deren Mündung in die Ostsee in die Łeba (Leba) mündet.

## Geographie
Der 31,8 km lange Fluss entspringt bei dem vor dem Zweiten Weltkrieg Gossentin genannten Dorf Gościęcino (Gmina Choczewo, bis 1938 Chottschow), fließt zunächst über die Dörfer  Zwartowo (Schwartow) und Ciekocino (Zackenzin) in nördlicher Richtung ab, wendet sich in der Nähe der Ostseeküste bei dem Leuchtturm Stilo nach Westen, fließt hinter den Küstendünen weiter zum See Jezioro Sarbsko (Sarbsker See) und fließt anschließend im Zentrum der gleichnamigen Kleinstadt in die Łeba.